# Lillian Roxon
Lillian Roxon (ur. 8 lutego 1932 Savonie, zm. 9 sierpnia 1973 w Nowym Jorku) – australijska dziennikarka polsko-żydowskiego pochodzenia. Wydała pierwszą w historii encyklopedię rocka. Jako jedna z pierwszych osób poważnie i krytycznie pisała o ruchach sub- i kontrkulturowych lat 60. oraz muzyce popowej i rockowej tychże lat. Określana jest jako „matka dziennikarstwa rockowego”, uważana jest za jedną z najważniejszych kronikarek historii rocka.

## Życiorys
Lillian Ropschitz urodziła się 8 lutego 1932 w Savonie, była drugim dzieckiem polskiego Żyda Izydora Ropschitza i jego żony Rosy, z domu Breitman. Urodzony w Polsce Izydor Ropschitz wyemigrował do Włoch, aby tam studiować medycynę, po ukończeniu studiów pracował od 1926 w Alassio, uciekając przed falą antysemityzmu w 1938 przeniósł się z rodziną do Wielkiej Brytanii, a następnie wyemigrował do Australii. Rodzina Ropschitzów przybyła do Melbourne 13 sierpnia 1940, a następnie przeniosła się do Brisbane gdzie zmieniła nazwisko na Roxon.
Roxon uczęszczała początkowo do szkoły dla dziewcząt St Hilda's School, kończąc szkołę średnią i zdając maturę w 1949 Brisbane State High School. Roxon chciała zostać dziennikarką już jako nastolatka, pierwszy artykuł sprzedała do tygodnika „Woman” (później „Woman’s Day”) mając 14 lat. Po zdaniu matury Roxon rozpoczęła studia na University of Sydney, które ukończyła w 1955 (B.A.). Na studiach Roxon została aktywną uczestniczką głównie lewicowego ruchu intelektualnego znanego jako Sydney Push, luźnej grupy młodzieżowej kontestującej restrykcyjne normy społeczne obowiązujące w Australii w latach 50. XX wieku.
Po ukończeniu studiów pracowała jako publicystka dla centrum handlowego Anthony Hordern & Sons, w 1957 została przyjęta do pracy w magazynie „Weekend”, pisała także dla undergroudowego „OZ”. Przebywając na wakacjach w Nowym Jorku postanowiła przenieść się na stałe do Stanów Zjednoczonych i emigrowała tam w 1959. Początkowo mieszkała w Hollywood nadal pracując dla Weekendu, w późniejszym czasie przeniosła się do Nowego Jorku pisząc dla „Sydney Morning Herald”.
Przełomowym momentem dla jej późniejszej kariery była konferencja prasowa w 1966 z udziałem Briana Epsteina, kiedy pytania Roxon zostały zauważone przez publicystę i menedżera Danny'ego Fieldsa. Fields wprowadził Roxon do nowojorskiego klubu Max's Kansas City, jednego z najważniejszych klubów kontrkulturowych lat 60., gdzie Roxon spotkała między innymi takich artystów jak Andy Warhol, Lou Reed, Jane Fonda, John Lennon i Janis Joplin.
Roxon została jednym z najpopularniejszych i najbardziej wpływowych bywalców klubu. Amerykańska pisarka rockowa Loraine Alterman nazwała Roxon „Dorothy Parker u Max's”. Roxon była jedną z pierwszych osób piszących w poważny i krytyczny sposób na temat kontrkultury młodzieżowej  z lat 60. i ówczesnej muzyki, za co nazywana jest czasami „matką dziennikarstwa rockowego”. W 1969 wydano „Lillian Roxon's Rock Encyclopedia” która liczyła 611 stron i 1200 haseł, uważana jest za pierwszą encyklopedię rocka. „New York Times” określił ją mianem jednej z najważniejszych kronikarek historii rocka. Książka Roxon „poważna i dobrze napisana, dała rockowi wiarygodność w okresie, kiedy większość mainstreamowych mediów ignorowała ten gatunek muzyki”.
Po ukazaniu się książki Roxon zaczęła pisać regularnie felietony dla nowojorskiego „Sunday News” oraz serię felietonów dla magazynu „Mademoiselle” zatytułowane „The Intelligent Woman's Guide to Sex” (Przewodnik po seksie dla inteligentnej kobiety). Opublikowana w 1970 książka „Kobiecy eunuch” autorstwa Germaine Greer dedykowana jest Roxon, której niezależność była podziwiana przez Grier (znajomość tych dwóch kobiet, poznały się w Sydney w ramach ruchu Push określana jest jako szorstka).
Roxon była bardzo niezależną osobą, podziwianą i szanowaną za jej inteligencję i szybko dowcip, australijski dziennikarz Craig McGregor określił ją jako „mistrzynię zgryźliwości i parodii, sarkazmu i złośliwości, ciętego komplementu i dosadnej, bezkompromisowej obelgi”. Była niskiego wzrostu, uwagę przyciągała jej nieskazitelna skóra i młody wygląd.  W czasie pracy nad jej encyklopedią zachorowała na astmę i znacznie przytyła pod wpływem przepisanego jej kortyzolu, co bardzo negatywnie wpłynęło na jej zdrowie.
Zmarła samotnie w jej mieszkaniu na atak astmy 9 lipca 1973.

## Upamiętnienie
Po śmierci Roxton, jej młodszy brat ustanowił fundację Lillian Roxon Memorial Asthma Research Trust.
W 1998 Yvonne Ruskin w książce High on Rebellion określiła Roxon jako “matkę dziennikarstwa rockowego”. W 2002 wydano biografię Roxon autorstwa Roberta Millikena zatytułowaną Lillian Roxon, Mother of Rock.
W 2010 nakręcono film dokumentalny na jej temat Mother of Rock: Lillian Roxon (reż. Paul Clarke).